# A.D.A.M.
A.D.A.M. ist eine deutsche Filmkomödie aus dem Jahre 1988 von Herbert Ballmann mit Helmut Berger und Désirée Nosbusch (damals Becker) in der Hauptrolle.

## Handlung
Freitag, der Dreizehnte, kein Grund für den passionierten Anthropologen Tobias Schmidt-Eberbach von seiner geplanten eigenen Eheschließung abzusehen – würde diesem Urzeitforscher nicht etwas Sensationelleres dazwischenkommen: In einer Sandgrube wurde der Schädel eines vermeintlichen Urmenschen gefunden, den man daraufhin kurzerhand A.D.A.M. nennt. Tobias lässt alles stehen und liegen und eilt sofort zur Ausgrabungsstelle, um sich den Prachtfund genauer anzuschauen. Derweil wartet die kapriziöse Braut einsam und verlassen auf dem Standesamt umsonst auf ihren Gatten in spe.
Tobias überlegt bereits, wie er seinen sensationellen Fund auf einem anstehenden wissenschaftlichen Kongress in Berlin präsentieren soll, da findet parallel dazu eine wilde Hatz der Polizei auf einen Serienmörder statt, der seine Opfer bevorzugt mit der Schaufel erschlägt. Außerdem lauert Tobias’ Freund Werner von Seydlitz, Typ „verrückter Wissenschaftler“, mit Spritze im Anschlag auf das menschliche Zwischenhirn, ständig und überall im Hintergrund. Um das Chaos perfekt zu machen, findet sich dann auch noch die junge Tramperin Uschi Müller in Berlin ein, die in ihrer Unkonventionalität das komplette Gegenteil des wohl geordneten Tobias ist.
Das hindert das lebenslustige, patente Mädchen jedoch nicht, es sich in dessen Auto ungefragt gemütlich zu machen und fortan das Leben des Schädel-Forschers gründlich durcheinander zu bringen. Tobias’ Leben gerät endgültig aus den Fugen, als dann auch noch der Schädel A.D.A.M. vorübergehend aus seinem Blickfeld verschwindet. Als Tobias im Berliner Kongresszentrum den Kollegen endlich seinen Sandgrubenfund zeigen will, kommt aus der (zwischenzeitlich vertauschten) Hutschachtel, seinem bisherigen provisorischen Schädel-Behälter, ein prächtiger Kohlkopf eines stolzen Landwirts zum Vorschein…

## Produktionsnotizen
A.D.A.M. entstand zwischen dem 29. September und dem 16. November 1987 in Heidelberg, Frankfurt/M und Berlin und wurde am 21. April 1988 in die Kinos gebracht.
Axel Bär übernahm die Produktionsleitung. Die Ausstattung besorgten Will Kley und Sybille Hahn.

## Kritiken
Die Fachzeitschrift Cinema befand: „Unendliche Heillosigkeiten, Verwechslungen, kleine Katastrophen, ein fulminanter Autocrash im Vorgarten eines unbescholtenen Berliner Bürgers, der Knoten aus Vernunft und Unvernunft, Wissenschaft und Wahnsinn machen aus Tobias mit seinem „A.D.A.M.“ eine „schrille Nummer“...“
Im Lexikon des Internationalen Films heißt es: „Anspruchslos-amüsante Komödie mit guten Ansätzen, aber vielen Elementen aus der Klamottenkiste.“